# Else Fürst
Else Fürst (* 25. Juni 1873 in Leipzig; † 19. April 1943 im KZ Theresienstadt) war eine von den deutschen Nationalsozialisten ermordete deutsche Bildhauerin und Medailleurin.

## Leben und Werk

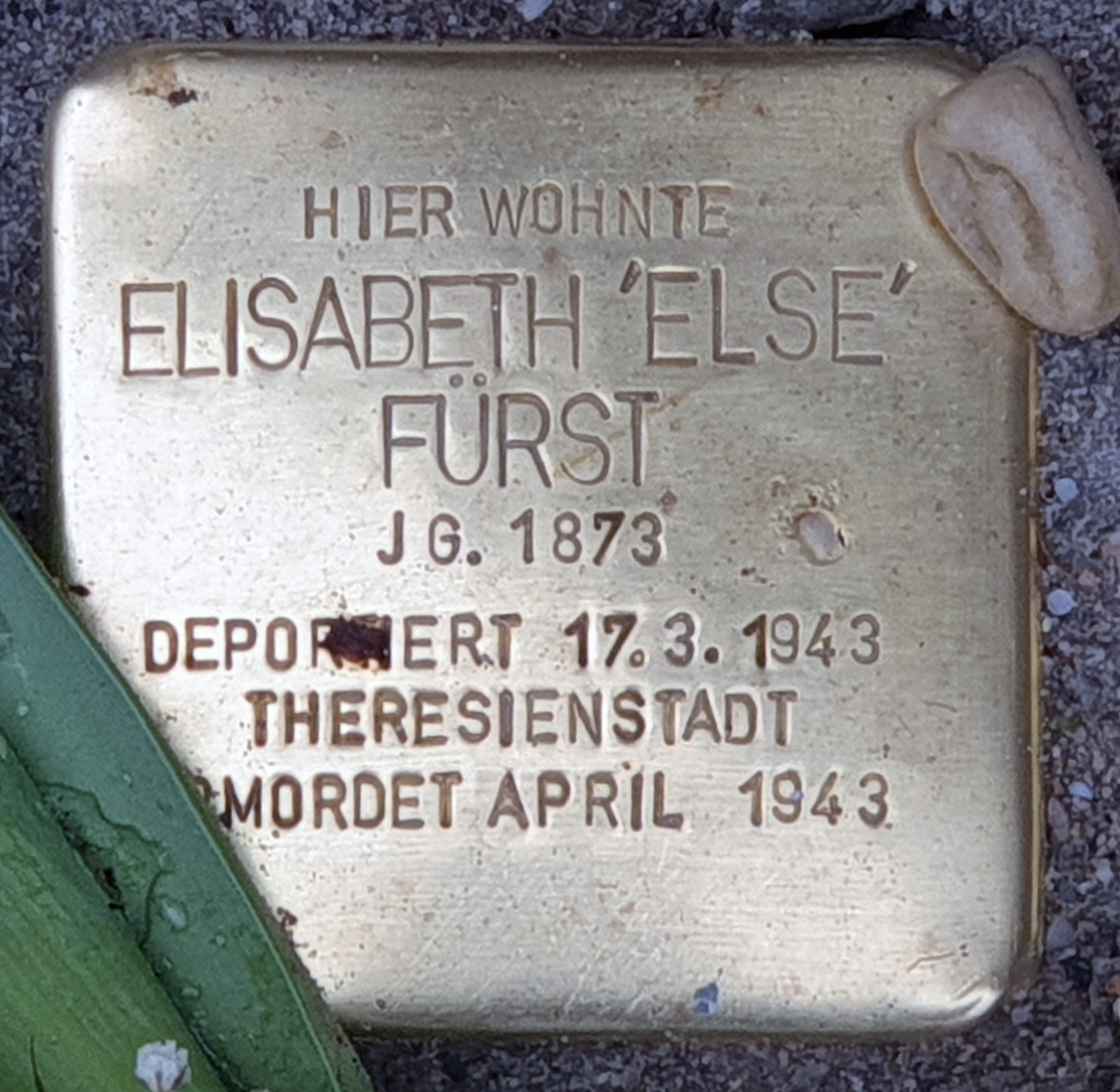
Stolperstein am Haus, Keithstraße 17, in Berlin-Schöneberg

Die Eltern Else (eigentlich Elisabeth) Fürsts waren der Kinder- und Frauenarzt Livius Fürst und Fanny Sidonie Fürst (* 1847). Ihr Großvater war der bedeutende Orientalist Julius Fürst. Else Fürst nahm Unterricht bei Adolf Jahn in dessen Berliner Atelier, studierte in Paris an der Académie Julian, war Meisterschülerin von Denys Puech und arbeitete dann als erfolgreiche Bildhauerin in Berlin. Sie schuf vor allem bronzene Skulpturen, Kleinplastiken und Medaillen. Im ostpreußischen Gestüt Cadinen holte sie sich für ihre Tierplastiken Anregungen. Bei ihren Skulpturen benutzte sie auch das Pseudonym F. Keith. Ihre Arbeiten ließ sie in Berlin in der Bildgießerei Kraas und der Bronzegießerei  Gladenbeck & Sohn gießen. Medaillen Else Fürsts befinden sich u. a. im Münzkabinett Berlin. Ihre Werke sind im aktuellen Kunsthandel präsent.
Am 17. März 1943 wurde Else Fürst aus Berlin in das KZ Theresienstadt deportiert, wo sie einen Monat später ermordet wurde. Ihre Schwester, die Solo-Geigerin Helene Julia Fürst (* 1877) kam im Mai 1944 im KZ Auschwitz um. 
Am 18. Februar 2023 wurden vor ihrem ehemaligen Wohnort, Berlin-Schöneberg, Keithstraße 17, zwei Stolpersteine für sie und ihre Schwester verlegt.

## Plaketten und Medaillen (Auswahl)
- Im Dienste der Menschheit (Plakette, Eisen, um 1914)[1]
- Henriette Goldschmidt (Medaille, Bronze, 1916)[2]
- Helene Lange (Medaille, Bronze, 1916)[3]
- Max Immelmann (Medaille, Bronze, 1916)[4]
- Dem Förderer jüdischer Fürsorge (Ehrenmedaille der Jüdischen Gemeinde zu Berlin, Bronze)[5]

## Ausstellungen (unvollständig)
- 1912: Chemnitz, Kunsthütte (Januar-Ausstellung)
- 1914: München, Glaspalast (Münchner Jahresausstellung; vertreten mit fünf Plaketten)